# 姜士望
姜士望（?—1625年），字宗林，别号興伯，直隸揚州府儀真縣民籍。

## 生平
萬曆四十三年（1615年）乙卯科應天府鄉試舉人，四十四年（1616年）联捷丙辰科進士，户部觀政，授中書舍人，奉使册德藩，秩满，稱病歸鄉侍養，母喪服闋，四十八年復除原职，天啓五年補稽勲主事，遷驗封司，本年卒于官。

## 家族
曾祖姜芳，舉人、知州。祖姜應奎，四川理问。父姜起周，儒官。

## 引用
1. ↑  《萬曆四十四年丙辰科進士序齒録》
2. ↑  《萬曆四十四年丙辰科進士履歷》：姜士望，興伯，诗二房，丁亥十二月初十日生。儀真县人，乙卯三十五，会一百八，三甲二名。户部政，授中書，庚申扶除原职，乙丑補稽勋司主事，本年患病，乙丑卒。
3. ↑  姜士望字宗林，仪真人。以孝友闻，万历丙辰进士，授中书舍人，奉使册德藩，寻引疾归。
4. ↑  《扬州府志》姜士望字宗林，仪真人。幼以孝闻，兄里望，有眚，出入常肩负之。中万历四十四年进士，授中书，为相臣叶向高所知。时两庙覃恩，凡诰轴饋遗，皆却不受。省中旧多藏书，士望每搜罗编次之。奉使册德藩王，以暑溽狃便裁礼，士望力争之。秩满当迁，太宰左右有招致之者，不往，曰：昔人耻为呈身御史，我岂为私谒曹邸！谢之归养，母丧服闋，补稽勲主事，迁驗封。謂人曰：此要津，實膻途也，吾惧甚。遂引疾，代者例有酬，峻拒之。是时大璫魏忠贤方张，璫党崔呈秀巡按淮南，士望以部下曽不一通门状，崔銜而構之，将中以禍，卒不能。返里，清约端恪，布袍蔬食，无异诸生。